# Don’t Rain on My Parade
Don’t Rain on My Parade – piosenka z musicalu Zabawna dziewczyna z 1964, wykonywana przez Barbrę Streisand.

## Informacje ogólne
Piosenkę napisali Jule Styne (muzyka) i Bob Merrill (słowa) do musicalu Zabawna dziewczyna (Funny Girl, 1964), w którym wykonała ją odtwarzająca rolę Fanny Brice Barbra Streisand. Powstała również repryza piosenki, ze zmienionym tekstem, wykonywana na końcu sztuki. W 1968 roku utwór pojawił się w kinowej wersji Zabawnej dziewczyny, gdzie także wykonywała go Barbra Streisand jako odtwórczyni głównej roli. Piosenka została wydana w 1964 roku na płycie z muzyką z musicalu, Funny Girl: Original Broadway Cast Recording, oraz w 1968 na ścieżce dźwiękowej Funny Girl: The Original Sound Track Recording.
Utwór stał się jedną ze sztandarowych pozycji w repertuarze Barbry Streisand, wielokrotnie wykonywaną na żywo. Pojawił się m.in. na koncertowych płytach Live Concert at the Forum (1972), The Concert (1994) i Timeless: Live in Concert (2000). W 1973 Streisand umieściła "Don’t Rain on My Parade" na płycie Barbra Streisand...and Other Musical Instruments, na której utwór został wykonany przy akompaniamencie instrumentów indiańskich.
Piosenka była wielokrotnie coverowana przez innych artystów. Własne wersje nagrali m.in. Bobby Darin (1966), Shirley Bassey na płycie 12 of Those Songs (1968) i zespół Japan w 1978.